# Vicente Romero Ramírez
Vicente Romero Ramírez (Madrid, 1947) és un periodista espanyol de l'àrea d'Internacional dels serveis informatius de RTVE que els seus reportatges com enviat especial han tingut difusió tant en programes de TVE, com Informe semanal, En portada, els Telediarios, o a través de RNE.

## Biografia
Va començar com a periodista al diari Pueblo on va treballar des de 1968 a 1984 com corresponsal de guerra en la guerra de Vietnam, la guerra civil cambodjana, humanitàries en Moçambic, Sierra Leone, Somàlia, Síria, antiga Iugoslàvia, Iraq, Afganistan... va estar present a tots els punts d'interès en els últims quaranta anys. També és conferenciant i especialista en cinema mut.
L'Associació Pro Drets Humans d'Espanya li va concedir el Premi de Periodisme dels Premis Drets Humans 2006. Creu Roja Espanyola li va atorgar la seva Medalla d'Or. Posseeix altres premis: Ondas Internacional, el Víctor de la Serna de l'Associació de Premsa de Madrid, el Premi del Club Internacional de Premsa, el Cirilo Rodríguez, etc.

## Premis
- Premi Especial del Festival de Cinema Documental de Bilbao en 1994
- Premi Ondas Internacional de 1995
- Premi del UNICEF en 1995
- Premi Especial 50a Aniversari de l'UNICEF (1996)
- Premi Víctor de la Serna de la Associació de la Premsa de Madrid a la millor labor periodística en 1996
- Finalista en el Festival de Nova York (1996)
- Esment del Jurat del Festival de Montecarlo (1998)
- Medalla Mundial del Festival de Nova York (1999).
- Premi Brau de la Conferència Episcopal (1999)
- Premi Manos Unidas (1999) (documental sobre prostitució infantil a Àsia)
- Premi Cirilo Rodríguez al Millor Corresponsal (1999) (1999)[11]
- Premi del Club Internacional de Premsa al Millor Corresponsal Espanyol a l'Estranger (2000).

## Obres
- África en lucha. (1976). Ediciones FELMAR. ISBN 84/379-0080-8
- Joyas del cine mudo. (1996). Editorial Complutense, S.A. ISBN 978-84-89365-56-8
- Pol Pot, el último verdugo. (1988). Editorial Planeta, S.A. ISBN 978-84-08-02328-9
- Misioneros en los infiernos. (1998). Editorial Planeta, S.A. ISBN 978-84-08-02567-2
- Los placeres de La Habana. (2000). Editorial Planeta, S.A. ISBN 978-84-08-03510-7
- El miedo es un camello ciego. (2002). Ediciones Destino, S.A. ISBN 978-84-233-3453-7
- Donde anidan los ángeles. (2004). Ediciones Destino, S.A. ISBN 978-84-233-3666-1
- Palabras que se llevó el viento. (2005). Ediciones Espejo de Tinta. S.L. ISBN 978-84-96280-44-1
- El alma de los verdugos. (2008). En colaboración con Baltasar Garzón Real, (1955-). RBA LIBROS. ISBN 978-84-9867-002-8
- Habitaciones de soledad y miedo. (2016). Ediciones Akal. S.A. ISBN 978-84-945283-2-3
- Tierra de zombis. Vudú y miseria en Haití. (2019) Ediciones Akal. S.A. ISBN  978-84-16842-20-9
- Cafés con el diablo. (2021) Ediciones Akal. S.A. ISBN 978-84-16842-72-8